# Acalypha oreopola
Acalypha oreopola là một loài thực vật có hoa trong họ Đại kích. Loài này được Greenm. mô tả khoa học đầu tiên năm 1903.